# Cathédrale Saint-Étienne de Vienne
Pour les articles homonymes, voir Saint-Étienne (homonymie).
Cette  cathédrale n’est pas la seule cathédrale Saint-Étienne.
La cathédrale Saint-Étienne (Stephansdom en allemand) est la cathédrale de Vienne, en Autriche. Elle est située dans le premier arrondissement de la ville.
Cette cathédrale est de style gothique, mais au centre d'un quartier baroque. Son bourdon « Die Pummerin » pèse 20 tonnes. Sa toiture est composée de tuiles vernissées, disposées en motifs linéaires, en diagonale. Sur le toit de la partie Est se trouve l'emblème de l'empire d'Autriche-Hongrie : l'aigle à deux têtes. La flèche la plus haute de la cathédrale culmine à 136 mètres de hauteur, faisant de la cathédrale Saint-Étienne le plus haut monument religieux de Vienne, devant l'église votive.
Sévèrement endommagée pendant la Seconde Guerre mondiale, la cathédrale a été restaurée en sept ans et a rouvert dès 1952.

## Histoire

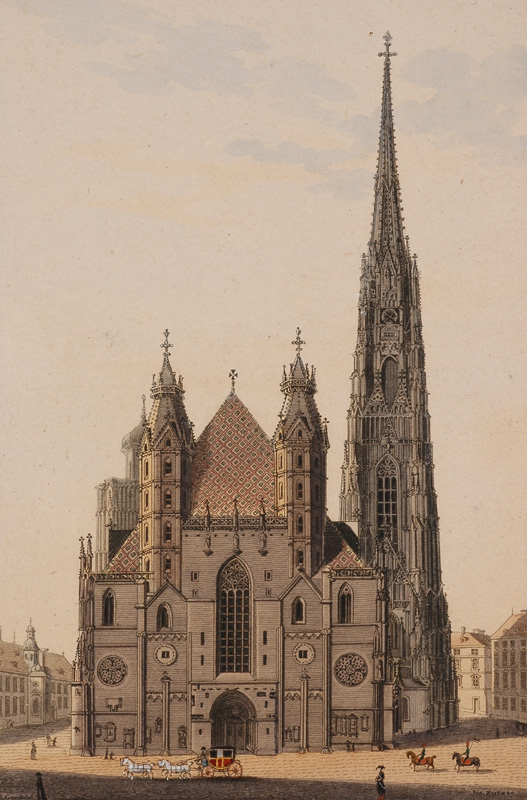
Le Stephansdom en 1830.

Commencée en 1137, elle est consacrée en 1147, pendant sa construction, en présence du roi des Romains Conrad III de Hohenstaufen, Otton de Freising, ainsi que d'autres seigneurs allemands prêts à partir pour la deuxième croisade. La première partie fut achevée en 1160. Elle est ensuite agrandie de 1230 à 1245. C'est de cette époque que datent le mur ouest et les premières tours romanes. En 1258, un incendie détruisit une grande partie du bâtiment. Une deuxième structure, plus large et elle aussi romane fut alors reconstruite sur les ruines de l'ancienne et consacrée le 23 avril 1263.
La cathédrale a été bombardée en 1575 par les Ottomans, puis en 1805 par Napoléon, ainsi que lors des bombardements alliés à la fin de la Seconde Guerre mondiale qui l'endommagèrent sévèrement[réf. nécessaire].

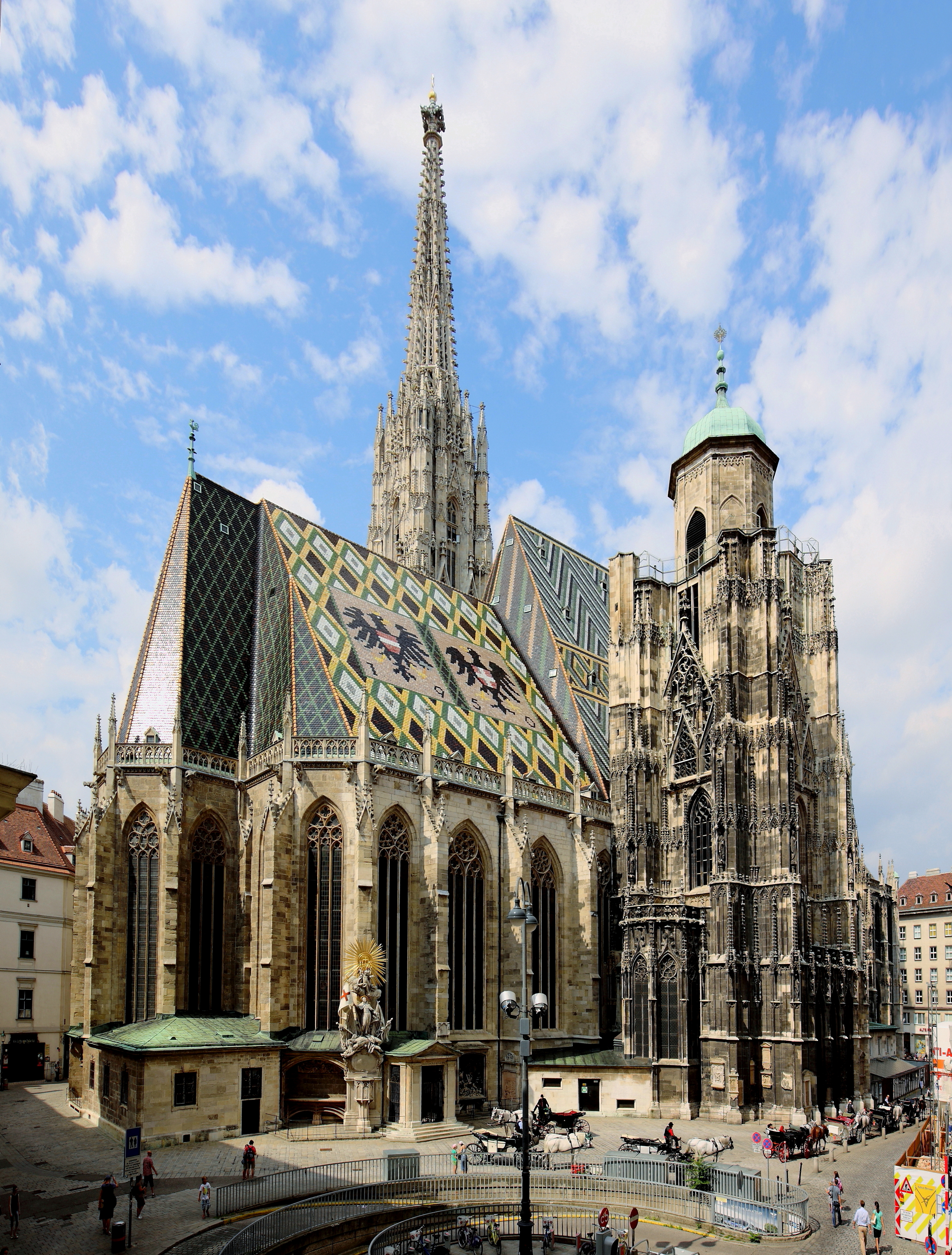
Le chœur, la tour sud et la tour nord inachevée.

Elle contient les viscères des membres de la maison de Habsbourg qui régnèrent sur l'Autriche jusqu'en 1918. La création du bâtiment Haas Haus, dans les années 1990, a provoqué un scandale, son style très moderne cassant la beauté de la cathédrale gothique dont la flèche se reflète dans les vitres du bâtiment.
Les maîtres d'œuvre qui s'y sont succédé furent Konrad der Maurer, Ulrich Helbling, Wenzel Parler, Peter von Prachatitz, Hans von Prachatitz, Mathes Helbling, Hans Puchsbaum, Laurenz Spenning, Simon Achleitner, Jörg Kling, Jörg Öchsl, Anton Pilgram, Hans Saphoy, Bonifác Wohlmut, Simon Humpeller, Hans Herstorffer (de), Johann Carl Trumler (de).
Le compositeur Wolfgang Amadeus Mozart s'y est marié avec Constance Weber en 1782. Elle a été visitée par le pape Benoît XVI en 2007.

## Architecture

Plan montrant les phases de la construction de la cathédrale : en vert, les tours romanes et la porte des Géants de la première église (1137) ; en orange, la seconde église romane (1263) ; en rose, le chœur gothique Albertin (1340) et, en bleu, les ajouts du duc Rodolphe IV (1359), qui ont supprimé la deuxième église, laissant le Stephansdom tel qu'il apparaît aujourd'hui.

La structure mesure 107 mètres de long et 34 mètres de large. La cathédrale est l'un des édifices gothiques les plus importants d'Autriche. Des parties de l'édifice précédent, de style roman tardif, de 1230-1240 à 1263, sont encore conservées et forment la façade ouest, flanquée de deux tours hautes d'environ 65 mètres. La cathédrale Saint-Étienne compte au total quatre tours : la plus haute à 136,4 mètres est la tour sud, la tour nord n'a pas été achevée et ne mesure que 68 mètres de haut. Dans l'ancienne Autriche-Hongrie, aucune église ne pouvait dépasser la tour sud de Saint-Étienne. Par exemple, la cathédrale de l'Immaculée-Conception de Linz a été construite avec deux mètres en moins.
La tour sud est un chef-d'œuvre architectural de l'époque ; malgré sa hauteur remarquable, les fondations ont moins de quatre mètres de profondeur. Dans la tour sud, il y a un total de treize cloches, dont onze forment la cloche principale de la cathédrale Saint-Étienne[incompréhensible].
Tour principale, la tour sud présente un plan d'étage carré, qui se transforme progressivement en octogone grâce à un arrangement sophistiqué de pignons. Douze pinacles se dressent au sommet.
La tour nord fut commencée en 1467 et les travaux durèrent jusqu'en 1511. Cependant, en raison de difficultés économiques, de troubles religieux — Vienne était devenue une ville protestante vers 1520 — et militaires (menace turque), elle resta inachevée. La Pummerin, la troisième plus grande cloche d'église à oscillation libre d'Europe, est située dans la tour nord sous une coupole de la Renaissance depuis 1957.
La cathédrale a trois nefs. La nef principale est alignée avec le maître-autel, la nef latérale gauche est dédiée à la Vierge, et celle de droite aux apôtres. Bien que l'intérieur de la nef ait été conçu au Moyen Âge, l'ensemble artistique et liturgique d'origine est incomplet, car le bâtiment a été considérablement modifié au cours de la période baroque.
La cathédrale Saint-Étienne de Vienne possède trois orgues (de), construits ou restaurés par Rieger : l'orgue de Kauffmann de 1960 côté ouest (agrandi en 2020 à 130 jeux), l'orgue de  1991, et l'orgue Haydn, de 2009.
Le maître-autel de la cathédrale est un chef-d'œuvre du baroque primitif, constitué de marbre et de pierre. Sa structure est celle d'un portail, il s'agit d'un autel Porta-Coeli (porte du ciel). Il a pour thème la lapidation de Saint-Étienne, saint patron de la cathédrale. L'autel est couronné d’une statue de l'Immaculée Conception. Il fut réalisé sur une commande du prince-évêque Philipp Friedrich Graf Breuner du 1er mars 1641, car l'autel gothique sculpté en bois avait été complètement rongé par les vers. L'autel est érigé par Johann Jacob Pock (de), maître tailleur de pierre, sculpteur et architecte, et par son frère Tobias Pock qui peint le retable, et est consacré le 19 mai 1647. Le retable, réalisé sur des plaques d'étain d'une superficie de 28 mètres carrés, montre la lapidation de Saint-Étienne devant les murs de Jérusalem.

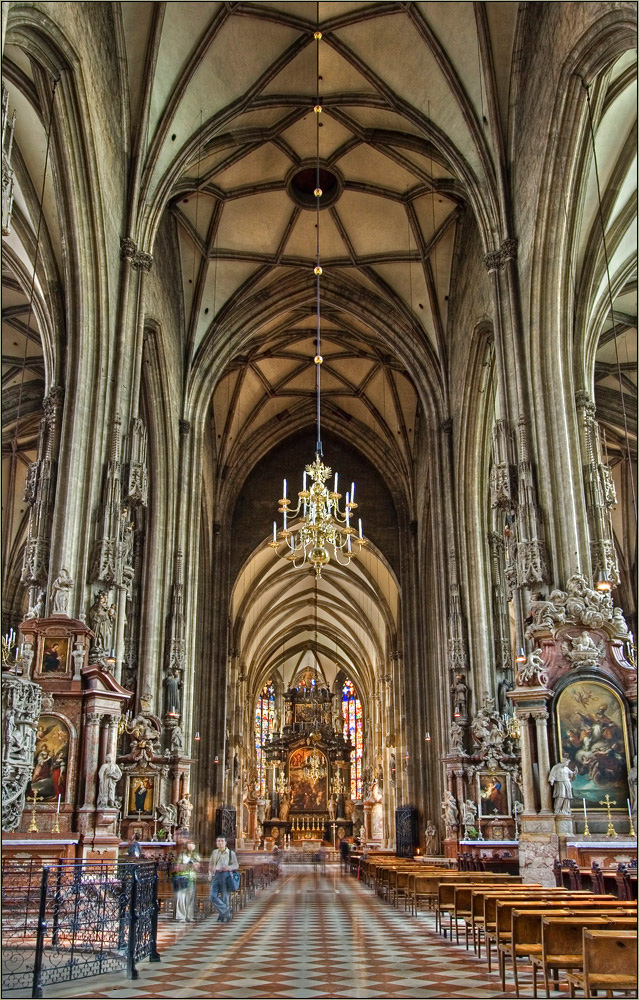
Nef de la cathédrale
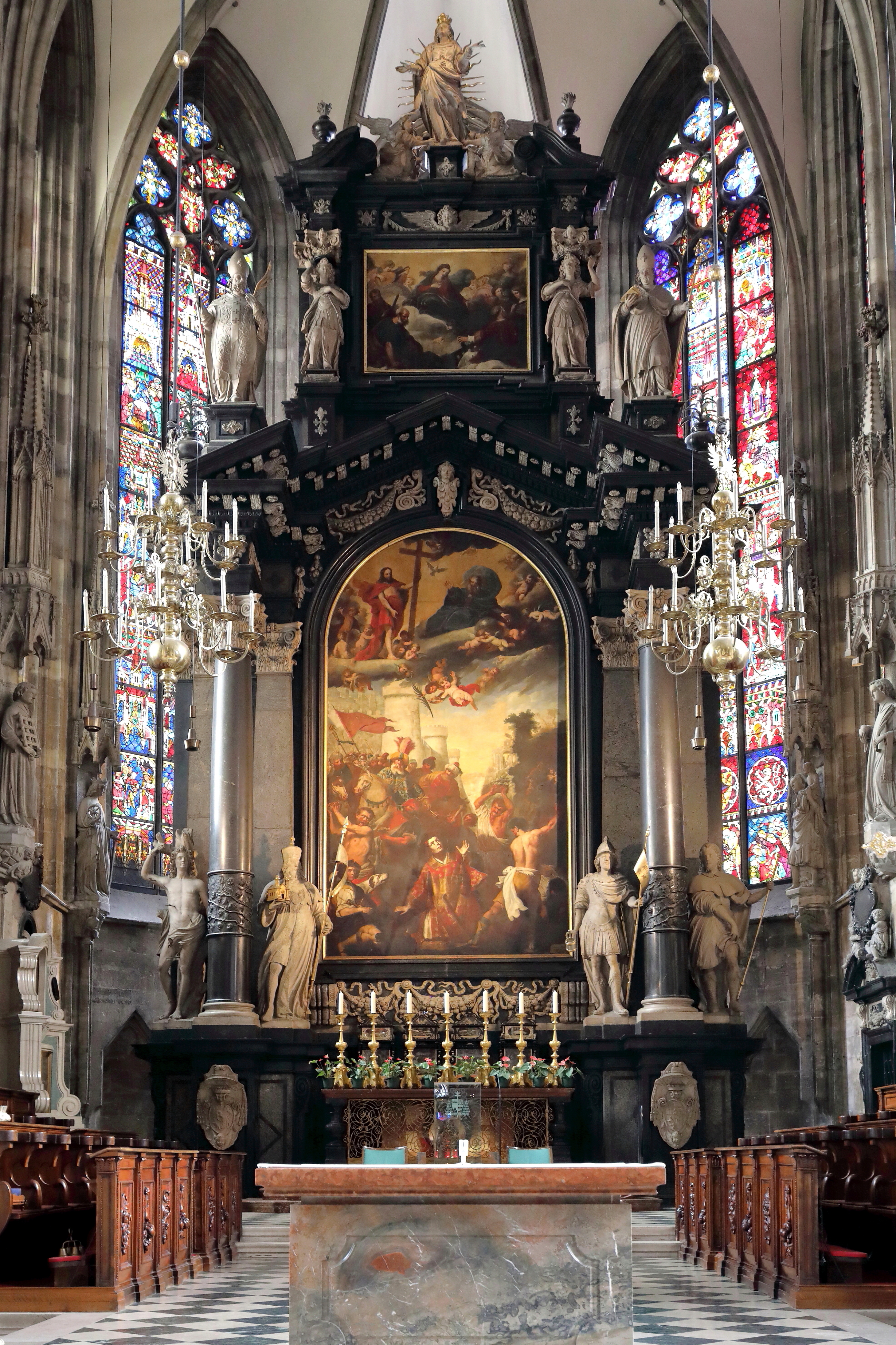
Maître-autel baroque

Les vitraux médiévaux hauts en couleur ont été remplacés par des vitrages incolores lors des rénovations de la période baroque, car les anciens n'étaient plus considérés à la mode, l'ère baroque privilégiant les salles d'église lumineuses. Au XIXe siècle, de beaux vitraux colorés de style néo-gothique sont installés, mais ils sont détruits au cours de la Seconde Guerre mondiale lors des bombardements et de l'incendie de la cathédrale. Les vitraux simples datant de l'après-guerre sont des cadeaux du Tyrol. Seuls les vitraux derrière le maître-autel, qui ont été fortement complétés au XIXe siècle et reconstitués à partir de vestiges, sont encore des originaux du Moyen Âge.

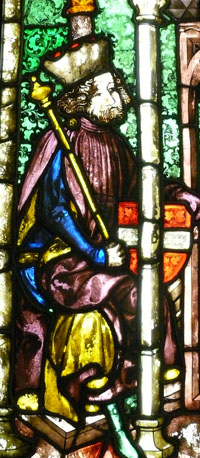
Vitrail médiéval, Léopold Ier d'Autriche.
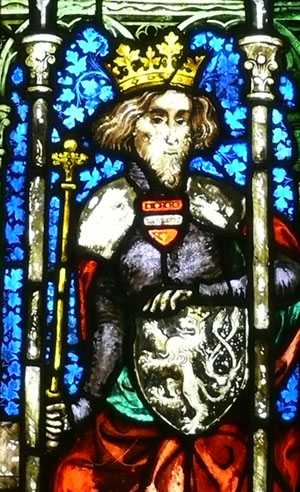
Vitrail médiéval, Rodolphe Ier de Bohême.
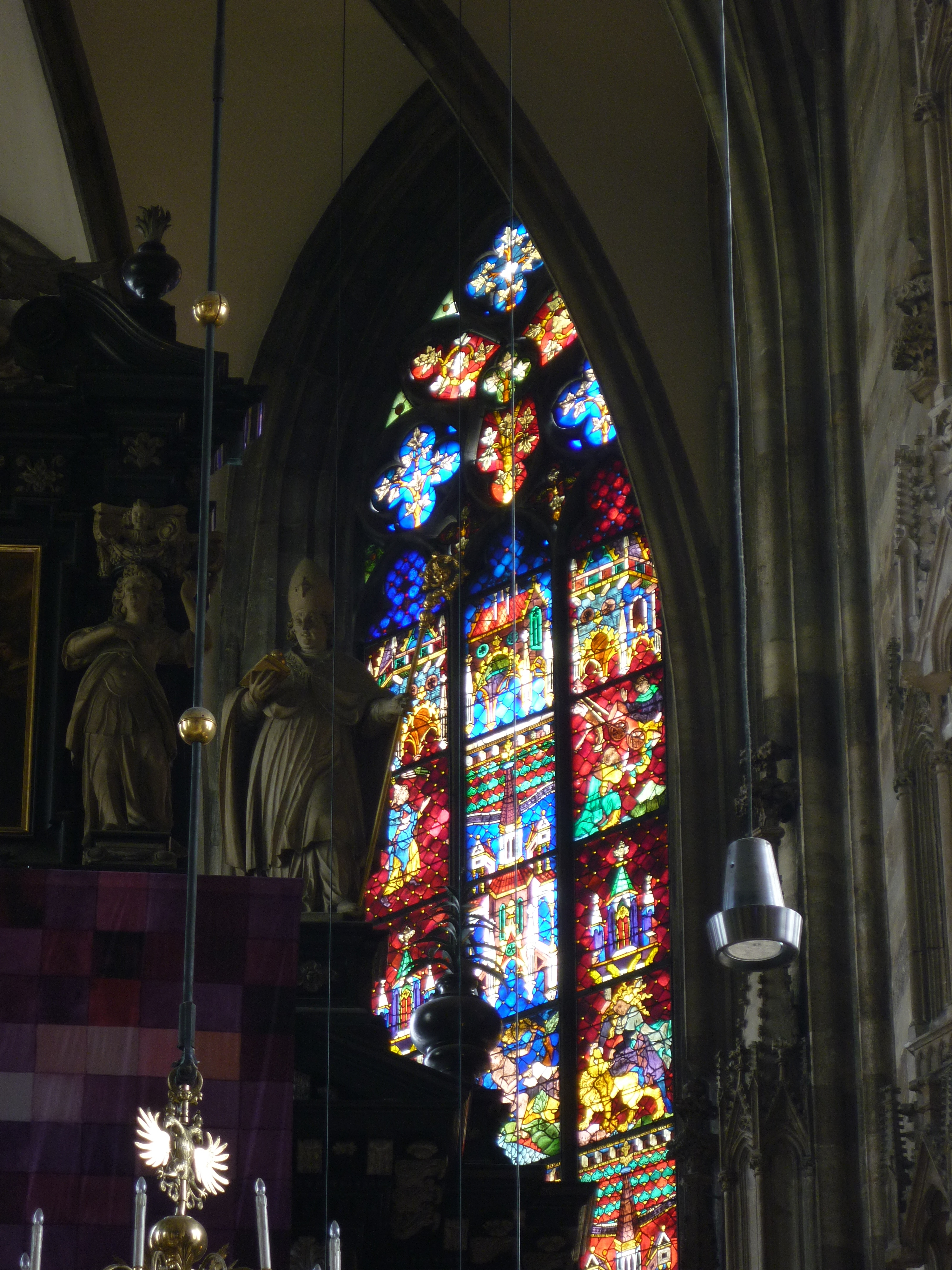
Vitrail médiéval, derrière le maître-autel, fenêtre sud-est.

La cathédrale comporte plusieurs chapelles d'importance historique. Du côté ouest, on a quatre chapelles qui remontent à l'extension gothique sous le duc Rodolphe IV dans la seconde moitié du XIVe siècle et achevées au début du XVe siècle. Deux sont situés au nord-ouest (à gauche) et deux au sud-ouest (à droite) de la cathédrale, l'une au-dessus de l'autre. La chapelle Prinz Eugen et la chapelle Eligius se trouvent au rez-de-chaussée ; au premier étage au-dessus de ces deux chapelles se trouvent deux autres, la chapelle Saint-Valentin et la chapelle Saint-Barthélemy. Deux importantes chapelles gothiques - également disposées symétriquement - sont situées à l'extérieur de la nef, à l'est des deux principales tours gothiques de la cathédrale, la chapelle Sainte-Catherine et la chapelle Sainte-Barbe.
Sous la cathédrale se trouve un vaste système d'environ 30 chambres funéraires, appelées « catacombes » depuis le XIXe siècle. Le point de départ des catacombes est une chambre funéraire princière que le duc Rodolphe IV avait construite vers 1363. Après la fermeture du cimetière en surface le 25 avril 1732, de nouvelles cryptes sont créées à partir de 1745, qui ne sont pas sous la cathédrale, mais sous la Stephansplatz. Au total, plus de 10 000 dépouilles y ont été déposées sous terre. Cette pratique a été interdite en 1783 sous l'empereur Joseph II, mais de nombreux vestiges sont restés sous la cathédrale. Au XXe siècle, plusieurs chambres funéraires ont été détruites lors de la construction d'un parking souterrain. Certaines des catacombes peuvent être visitées lors de visites guidées.

## Numismatique
La cathédrale Saint-Étienne de Vienne est représentée sur la pièce autrichienne de 0,10 €.

## Source
- (de) Cet article est partiellement ou en totalité issu de l’article de Wikipédia en allemand intitulé « Stephansdom » (voir la liste des auteurs).